# Baraunda

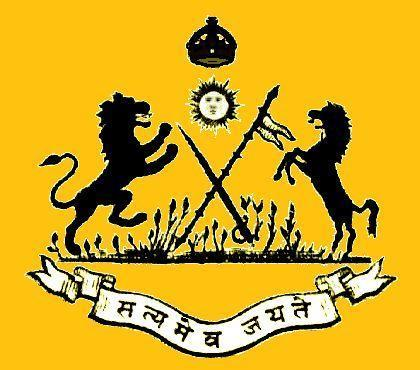
Escut de Baraunda

Baraunda (o Pathar-Kachhar) fou un estat tributari protegit a l'Índia central a l'agència de Baghelkhand. La superfície era el 1901 de 564 km² però anteriorment era molt més gran i abraçava la major part del districte de Banda. El nom Pathar-Kachhar deriva de la seva posició a les muntanyes Vindhya i el de Baraunda de la seva capital situada a 25° 03′ N, 80° 38′ E / 25.050°N,80.633°E a uns 15 km al nord de Kalinjar que tenia 1.365 habitants el 1901. La població era el 1881 de 17.283 habitants, el 1891 de 18.596 habitants i el 1901 de 15.724 habitants (un descens causat per la fam de finals del segle XIX) la gran majoria hindús i distribuïts en 70 pobles.
La família governant eren del clan Raghuvansi dels rajputs solanki i originalment residien a Rasin, al districte de Banda (anomenada inicialment Raja Vasini) on queden moltes restes. La història antiga és molt fosca. Ja existia el 1549. Durant el domini bundela l'estat fou posseït per sanad de Hirde Sah de Panna. Al passar el país als britànics Raja Mohan Singh fou confirmat en el seu territori per sanad de 1807. Mohan Singh va morir sense fills el 1827 i va deixar el tron al seu nebot Sarabjit Singh (fill de Sarnet Singh el germà petit de Mohan Singh), que encara que no havia estat formalment adoptat, fou reconegut pels britànics amb preferència sobre dos germans més grans (Kunwar Anant Singh de Shiamau i Kunwar Kurudutt Singh de Kuluwan, germans de Moham Sinh). El 1862 se li va concedir sanad per l'adopció; el 1863 va cedir els territoris que se li demanaven per a la construcció d'un ferrocarril. Raghubar Dayal Singh va pujar al tron el 1877, i va obtenir el títol personal de raja bahadur i salutació de 9 canonades, i aquesta esdevingué hereditaris el 1878; va morir el 1885 sense fills i sense haver adoptat però el govern britànic no va voler annexionar el país i va nomenar un parent llunyà, Raja Thakur Prasad Singh (1886). El 1930 a la mort de Pratap Singh, el seu fill gran Rajkumar Raghuvansh Pratap Singh va quedar exclòs per haver participat en la resistència contra els britànics i va entrar el fill segon Gaya Prasad Singh que va morir el 1933 sense descendència i va pujar al tron un descendent de Kunwar Kurudutt Singh of Kuluwan de nom Ram Pratap Singh, que fou el darrer sobirà efectiu.

## Llista de governants
- Raja Prithvi Singh de Marpha ?-1790
- Thakur Mokham Singh 1790-1827 (fill)
- Thakur Sarabjit Singh 1827-1867 (nebot)
- Thakur Dharampal Singh 1867-1870 (fill)
- Thakur Chhatarpal Singh 1870-1874 (fill)
- Raja Bahadur Thakur Raghubir Dayal Singh 1874-1886 (germà de Dharampal Singh)
- Raja Bahadur Thakur Pratap Singh (parent llunyà) 1886-1930
- Raja Gaya Prasad Singh 1930-1933 (fill)
- Raja Ram Pratap Singh 1933-1949 (+ després de 1970)